# Epipagis monostictalis
Epipagis monostictalis là một loài bướm đêm trong họ Crambidae.